# Rue d'Annecy
La rue d'Annecy, est une voie de circulation de la ville de Strasbourg, en France.

## Localisation
La rue est située dans le quartier de l'Esplanade, qui est englobé dans le quartier Bourse - Esplanade - Krutenau.
D'une longueur de 80 m, elle débute rue du Jura. Elle adopte un tracé orienté vers le sud et se termine quai des Alpes.

## Origine du nom
La rue tient son nom de la préfecture du département de la Haute-Savoie.

## Transports en commun
La station de tramway Winston Churchill (lignes C et E) se trouve à un peu moins de 300 m à pieds, au sud-est.
L'arrêt de bus Palerme (lignes 15 et 30) se trouve à un peu plus de 300 m à pied, au nord.